# Birgitta von Schweden

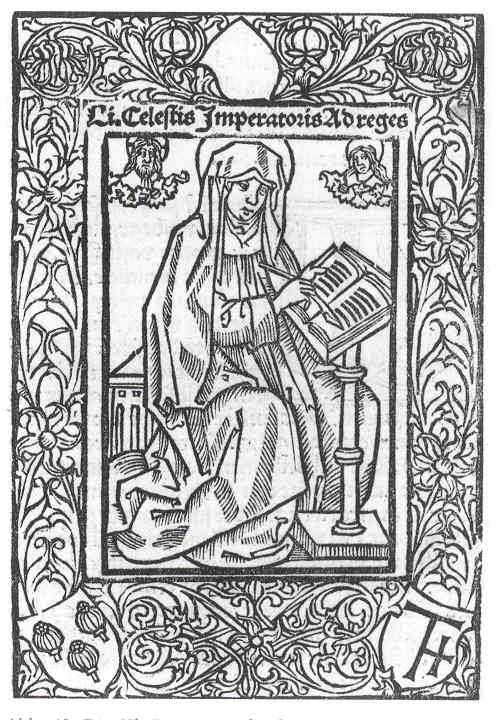
Die heilige Birgitta. Holzschnitt aus Sunte Birgitten Openbaringe, in Lübeck gedruckt von Hans van Ghetelen 1496; Dänische Königliche Bibliothek, Kopenhagen

Birgitta von Schweden oder Birgitta Birgersdotter (* 1303 in Finsta, Schweden; † 23. Juli 1373 in Rom) war die Ehefrau des Edlen Ulf Gudmarsson, Hofmeisterin am Hofe ihres Vetters Magnus Eriksson (König von Schweden), Beraterin seiner Frau Blanka von Namur, Mystikerin und Gründerin des heute noch existierenden Erlöserordens. Als Beraterin von Adeligen und zwei Päpsten konnte sie auch für eine Friedenspolitik wirken, etwa beim Hundertjährigen Krieg zwischen England und Frankreich und bei der ab 1375 drohenden Kirchenspaltung.
Sie wird in der römisch-katholischen Kirche als Heilige verehrt, auch die alt-katholische, die evangelische und die anglikanische Kirche betrachten sie als wichtige Glaubenszeugin. Ihr Gedenktag ist der 23. Juli, im Kalender der außerordentlichen Form des römischen Ritus der 8. Oktober. Birgitta von Schweden wurde 1999 von Papst Johannes Paul II. zusammen mit der Kirchenlehrerin Katharina von Siena und der heiligen Edith Stein zur Patronin Europas erhoben.

## Leben

### Familie

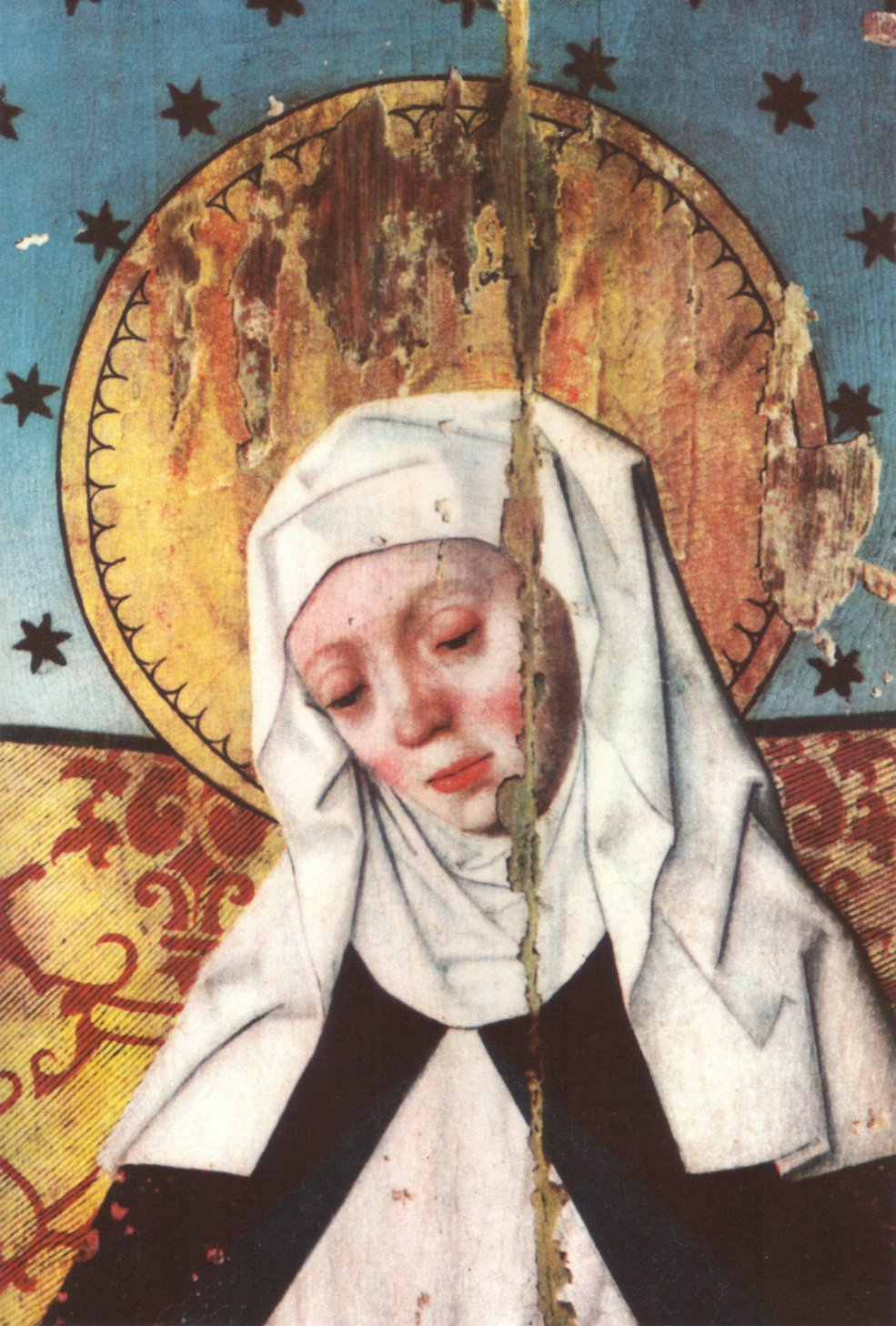
Darstellung auf einer Altartafel in der Kirche von Salem, Södermanland

Birgitta entstammte dem Hochadel und einer der mächtigsten Familien Schwedens. Ihr Vater Birger Persson war vorsitzender Richter in Uppland, Großgrundbesitzer und Mitglied des königlichen Reichsrats. Ihre Mutter Ingeborg Bengtsdotter war verwandt mit dem regierenden Königsgeschlecht.

### Frühe Jahre und Ehe

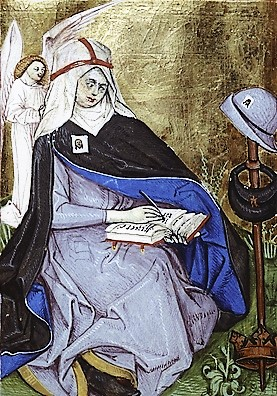
Die heilige Birgitta mit ihren Attributen. Darstellung in einem Stundenbuch des Erlöserordens von 1476

Birgitta wurde 1303 in Finsta bei Stockholm in der Provinz Uppland geboren. Es war schon früh ihr Wunsch, in ein Kloster einzutreten. Bereits als Kind soll Birgitta einige Visionen erlebt haben: Als Siebenjährige erschien ihr die Jungfrau Maria, die ihr eine goldene Krone auf das Haupt setzte. Im Alter von acht Jahren erschien ihr zum ersten Mal der gekreuzigte Christus.
Die dreizehnjährige Birgitta wurde jedoch mit dem achtzehn Jahre alten Ademar Ulf Gudmarsson, dem Landeshauptmann von Närke, verheiratet, der Sohn des Ritters, Reichsrats und Vorsitzenden Richters Västergötlands Gudmar Magnusson war. Sie zog als Haus- und Ehefrau in die Burg von Ulvåsa nahe Motala.
Birgitta und ihr Mann Ulf lebten über zwanzig Jahre auf Ulvåsa. In dieser Zeit gebar Birgitta acht Kinder, vier Jungen und vier Mädchen. Ihr Sohn Bengt starb vor seinem zwölften Geburtstag und ein weiterer Sohn, Gudmar, schon als Zehnjähriger. Ihre Tochter Merete wurde die Erzieherin der jungen Königin Margarethe I. Neben ihrer Rolle als Hausfrau und Mutter kümmerte sich Birgitta auch um Frauen, die aus unterschiedlichen Gründen aus der Gesellschaft ausgeschlossen waren.
König Magnus II. berief Birgitta 1335 als Oberhofmeisterin seiner jungen Ehefrau Blanca von Namur an den Hof.
1339 begab Birgitta sich mit ihrem Mann Ulf auf ihre erste Wallfahrt zum Nidarosdom in Trondheim (Norwegen), der Grabstätte des Heiligen Olaf. Nach ihrer Rückkehr verließ sie den Hof und pilgerte zwei Jahre später nach Santiago de Compostela in Spanien, wobei sie mit den Wirrnissen des Hundertjährigen Krieges konfrontiert wurde. Auf der Heimreise erkrankte Ulf und starb 1344 im Zisterzienserkloster Alvastra, in dem Birgitta die nächsten zwei Jahre verbrachte. Dass die Mönche einer Frau dies ermöglichten, war höchst ungewöhnlich und ein „Beispiel für die Bereitschaft der Zisterzienser, mit einer Vorschrift flexibel umzugehen, wenn das ihrer Meinung nach zu einem größeren Nutzen führte als die strikte Einhaltung der Norm“. In Alvastra empfing sie Offenbarungen, die sie niederschrieb und die die Mönche ins Lateinische übersetzten. Sie fühlte sich berufen als „Braut Christi und Sprachrohr“. So begann sie ein streng asketisches Leben, war jedoch nach wie vor am königlichen Hof tätig. In einer Christusoffenbarung erhielt sie 1346 den Auftrag, eine neue Ordensgemeinschaft und ein Kloster zu gründen. Der König verfügte testamentarisch, ihr zu diesem Zweck das Gut Vadstena am Vätternsee zu überlassen, wo sie den Grundstein für das Kloster Vadstena legte und die Ordensregeln für ihren Erlöserorden niederschrieb, dessen Schwestern meist als „Birgitten“ oder „Birgittinnen“ bezeichnet werden. Im gleichen Jahr schickte sie eine Gesandtschaft zu Papst Clemens VI., der in Avignon weilte, um ihn zur Rückkehr nach Rom zu bewegen.
Birgitta mischte sich als Ratgeberin am Hofe des jungen Königs Magnus Eriksson und der Königin Blanca in Vadstena in die Politik ein und tadelte ohne Scheu die Lebensführung von geistlichen und adligen Würdenträgern, auch des Königspaares. Später übte sie von Rom aus scharfe Kritik an König Magnus II. wegen dessen homoerotischer Verbindung mit dem jungen schwedischen Aristokraten Bengt Algotsson und weil er trotz des päpstlichen Bannes die heilige Messe besuchte.

### In Rom
1349 verließ sie Schweden und übersiedelte entsprechend ihren Offenbarungen nach Rom, in dem bürgerkriegsartige Zustände herrschten. Bereits ein Jahr später, im kirchlichen Jubeljahr 1350, kam ihre verwitwete Tochter Katharina ebenfalls nach Rom. Die beiden Frauen lebten mit einigen Anhängern in einer klosterähnlichen Gemeinschaft in einem Haus an der heutigen Piazza Farnese. Sie gründeten ein Hospiz für schwedische Pilger und Studenten und kümmerten sich um Prostituierte, denen sie einen Neuanfang zu ermöglichen versuchten. Das Mutterhaus des Ordens sowie die Kirche Santa Brigida, die Ende des 15. Jahrhunderts erbaut wurde, befinden sich noch heute an dieser Stelle.
Birgitta unternahm von Rom aus weitere Pilgerfahrten, so 1352 nach Assisi zum Geburtsort des Heiligen Franziskus, dem Begründer des Franziskaner-Ordens, und 1365 nach Süditalien bis Neapel, wo sie mit ihrem Sohn Karl Ulfsson am Hof von Königin Johanna I. von Anjou Aufnahme fand. Im Jahr 1364 bemühte sie sich, bei Kaiser Karl IV. und dem Papst Urban V. in Avignon um die Anerkennung ihres Ordens und ihrer Ordensregeln. Nach Rückkehr des Papstes 1367 aus dem Exil in Avignon nach Rom und mehreren Begegnungen mit ihm erreichte sie 1370 die Genehmigung eines Frauen- und Männerklosters nach den Regeln des Heiligen Augustinus in Vadstena, nicht jedoch die Anerkennung ihrer Ordensregeln.
Immer wieder suchte Birgitta Einfluss auf die internationale Politik zu nehmen. So machte sie sich auf, im Hundertjährigen Krieg Frieden zwischen England und Frankreich zu stiften, und versuchte immer wieder die Päpste dazu zu bringen, das Exil im französischen Avignon zu verlassen und zum Heiligen Stuhl nach Rom zurückzukehren, dessen Verfall sie sah.
1372, im Alter von 69 Jahren, unternahm sie in Begleitung ihrer Kinder Karl, Birger und Katharina ihre letzte Wallfahrt, die sie über Zypern ins Heilige Land führte. Einige Zeit verbrachte sie am Hof von Eleonore von Aragon, der Königin von Zypern, der sie als Ratgeberin zur Seite stand.
Am 23. Juli 1373 starb sie in ihrem Wohnsitz an der Piazza Farnese in Rom. Ihre Tochter, die ebenfalls heiliggesprochene Katharina, überführte 1374 ihre sterblichen Überreste nach Schweden in das Kloster Vadstena. Auf dem Weg nach Schweden wurde der Leichnam für einige Tage in einer kleinen Kapelle in Danzig aufgebahrt, die sich am Ort der heutigen Brigittenkirche befand.
1378 bestätigte Papst Urban VI. endgültig das Gesamtkloster für Frauen und Männer in Vadstena, den Erlöserorden und dessen Ordensregeln.

## Wirkung
Ihre Visionen teilte Birgitta ihrem Beichtvater mit. Bald hielt sie sie auch schriftlich fest, da sie sich häufig auf andere Personen bezogen. Nachdem eine Vision es ihr befohlen hatte, ließ sie diese zur weiteren Verbreitung durch den Zisterzienserprior Petrus von Alvastra ins Lateinische übertragen.
Bereits kurz nach ihrem Tod begann ihre Tochter, Nachrichten über ihr Leben und Berichte über die nach ihrem Tod von ihr bewirkten Wunder zu sammeln. Diese wurden zusammen mit einer Handschrift der Revelaciones extravagantes, ihrer Visionen, 1390 von Verwandten mit der Bitte um Kanonisation Papst Bonifatius IX. übergeben, der Birgitta am 7. Oktober 1391 heiligsprach.
Zusammen mit Katharina von Siena und Edith Stein ist sie Patronin Europas, erhoben durch Papst Johannes Paul II. am 1. Oktober 1999. Ihr liturgischer Gedenktag am 23. Juli hat im Regionalkalender für das deutsche Sprachgebiet den Rang eines Festes.
In der heutigen evangelisch-lutherischen Schwedischen Kirche gibt es eine Societas Sanctae Birgittae, eine Vereinigung für Kleriker und Laien, die in der birgittinischen Spiritualität und Tradition steht.
Zum 700. Geburtstag Birgittas im Jahr 2003 pilgerten mehr als 110.000 Menschen nach Finsta und vor allem Vadstena, wo ein neues Birgitta-Museum eröffnet wurde. Die Gemeinde hat heute 8.000 Einwohner und wird „Rom des Nordens“ genannt.
Seit Oktober 2002 besteht in Bremen ein Kloster der internationalen Birgitta-Schwestern im Stadtviertel Schnoor.
In Deutschland lebte bis Januar 2017 ein Birgittinnenkonvent des alten Ordens im bayerischen Kloster Altomünster.

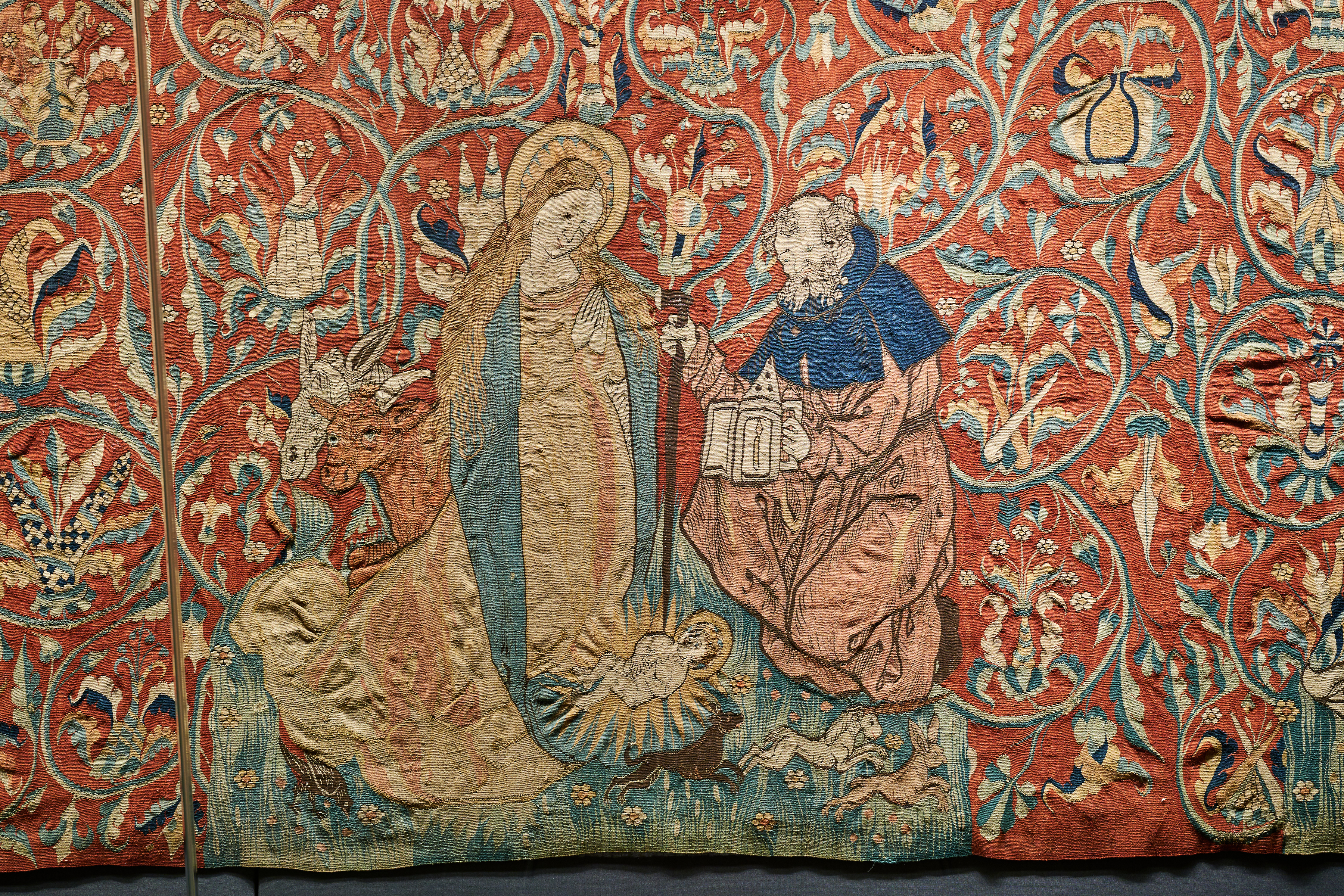
Geburt Christi nach der Vision der Birgitta von Schweden. Szene aus dem Marienteppich, Mittelrhein um 1500/1510, Domschatz Halberstadt

Der 1336 gegründete Ritterorden vom Allerheiligsten Erlöser und der Heiligen Brigitta von Schweden ist ein ehemals geistlicher, heute weltlicher Ritterorden ohne eine päpstliche Anerkennung.

## Visionen der heiligen Birgitta in der bildenden Kunst
Die von ihr geschilderten Visionen hatten großen Einfluss auf die Frömmigkeit und die Darstellungsweise biblischer Szenen in der Bildenden Kunst. Während ihrer Pilgerreise ins Heilige Land im Jahr 1372 erlebte Birgitta wie im Traum die Geburt Jesu: Die Jungfrau nahm ihre Schuhe von den Füßen, legte den Mantel neben sich und nahm den Schleier vom Kopf, so dass ihr goldglänzendes Haar sich über die Schultern ausbreitete. Nach der Geburt kniete sie vor dem neugeborenen Kind, das nackt auf dem Boden lag; von ihm gingen Strahlen aus, die heller waren als die Sonne. Während auf den Weihnachtsbildern bis dahin die Jungfrau Maria meistens als Frau im Kindbett mit Jesus als Wickelkind im Arm der Mutter oder in der Krippe abgebildet war, begannen die Künstler nach dem Bekanntwerden dieser Vision, Maria kniend mit gelösten Haaren und ohne Schuhe darzustellen, wie sie das vor ihr auf heiligem Boden liegende nackte Kind anbetet; das göttliche Kind ruht also nicht mehr mit Windeln im Wochenbett und auch nicht in einer Krippe mit Stroh. Auffallend ist auch, dass die bisher üblichen Details eines Weihnachtsbildes, wie Futterkrippe mit Ochs und Esel und die Verkündigung an die Hirten nur beiläufig behandelt oder in den Hintergrund verdrängt werden.

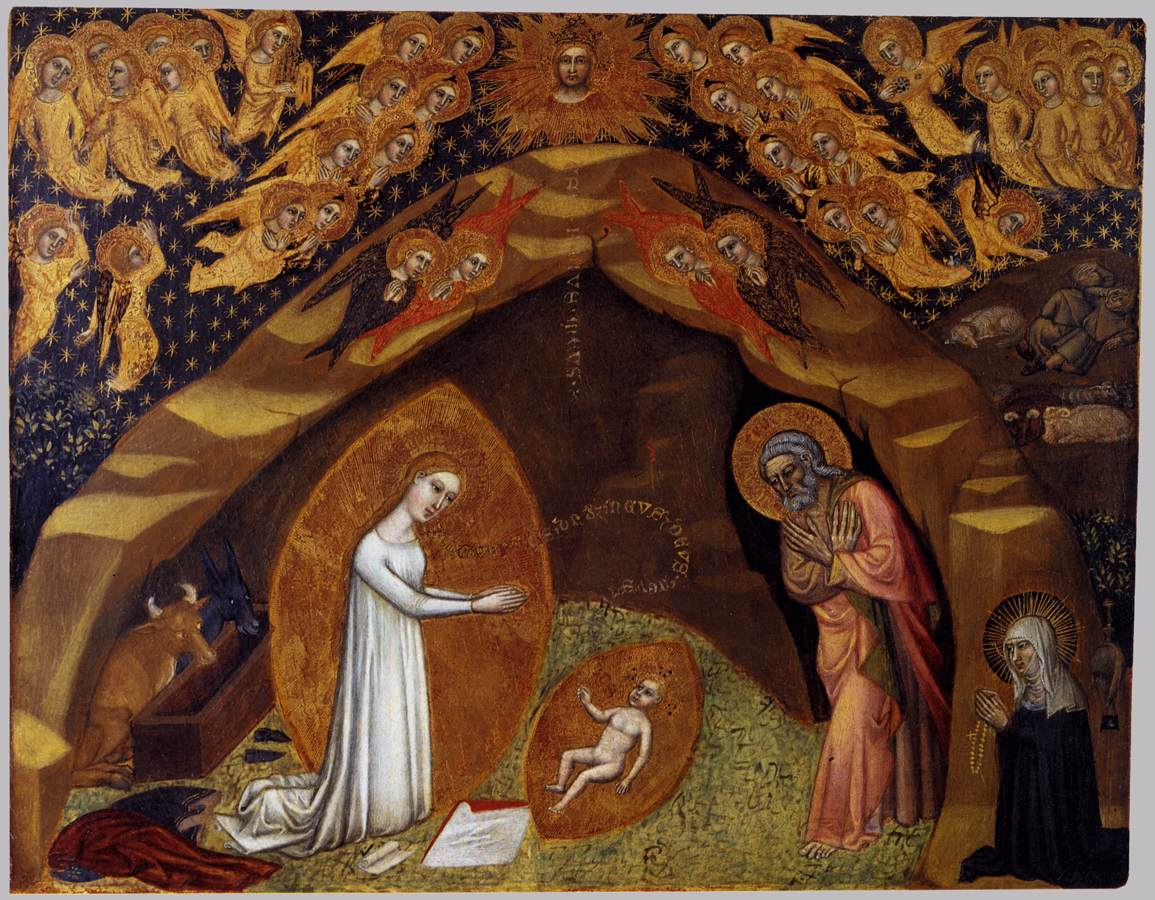
Niccolò di Tommaso: Geburt Jesu, Rom 1373–1375, Pinacoteca Vaticana

Der erste namentlich bekannte Künstler, der diese neuartige Darstellungsweise verwirklicht hat, ist Niccolò di Tommaso mit dem Ölgemälde St. Birgitta und die Vision der Geburt Jesu (Rom, 1373–1375, Pinacoteca Vaticana). Ihm folgten diesseits der Alpen ein Oberrheinischer Meister (um 1420, Kunstmuseum Basel), Meister Francke (1424, Hamburger Kunsthalle) sowie in der Folgezeit mit leichten Abwandlungen insbesondere Robert Campin, Rogier van der Weyden, Martin Schongauer, Hans Memling, Albrecht Dürer, Mathis Gothart Nithart gen. Grünewald und Hans Baldung Grien. Die Betlehem-Vision ist dann noch einmal besonders textgetreu von dem Konstanzer Maler Rudolf Stahel ins Bild gesetzt worden (1522, Rosgartenmuseum Konstanz).
Die Gestalt Birgittas erscheint auch in bildlichen Darstellungen der neun guten Heldinnen, sie ist in dieser ikonografischen Reihe eine Vertreterin des Christentums.

## Fünfzehn Gebete zum Leiden Christi
Birgitta galt lange Zeit als Verfasserin der Fünfzehn Gebete zum Leiden Christi. Diese gelehrten lateinischen Gebete entstanden im 14. Jahrhundert vermutlich in England und wurden in zahlreiche Volkssprachen übersetzt. Mit den weit verbreiteten Texten der Gebete selbst sind dabei Paratexte überliefert, die die Offenbarung dieser Gebete erzählen und geistlichen Lohn (v. a. Rettung aus dem Fegefeuer für Verwandte des Betenden) in Aussicht stellen, wenn die Gebete täglich zusammen mit je einem Vater Unser und Ave Maria gebetet werden. Diese Gebete sollen dabei jeder einzelnen der 5490 Wunden, die Christus empfangen haben soll, gedenken.

## Werke
Die Visionen der heiligen Birgitta wurden zwischen 1475 und 1480 das erste Mal in lateinischer Sprache in Venedig veröffentlicht. Der erste erhaltene deutsche Druck der Revelationes erschien 1478 in Lübeck bei Lucas Brandis. Danach erschienen sie mit Holzschnitten versehen noch im selben Jahr in Nürnberg sowie 1492 in Lübeck bei Bartholomäus Ghotan und 1496 eben dort in der Mohnkopfdruckerei des Hans van Ghetelen. 1502 wurde ihr Puch der himmlischen offenbarungen der heiligen wittiben von dem kunigreich Sweden in deutscher Sprache in Nürnberg veröffentlicht. Der Zustand der Kirche um das Jahr verlieh ihren Aufzeichnungen eine unerhörte Aktualität. Diese wurden noch durch den um diese Zeit herrschenden Immaculata-Streit verstärkt. Vor allem die Revelaciones extravagantes waren jedoch auch noch nach Birgittas Heiligsprechung stark umstritten und wurden im 15. Jahrhundert sowohl auf dem Konzil von Konstanz als auch auf dem Konzil von Basel einer kritischen Prüfung auf ihre Rechtgläubigkeit hin unterzogen.

## Ausgaben
- Elmar zur Bonsen, Cornelia Glees (Hrsg.): Die Visionen der heiligen Birgitta von Schweden. Augsburg 1989, ISBN 3-629-00543-8.
- Himmlische Offenbarungen. Übertragen von Helmhart Kanus-Credé. Allendorf an der Eder.
- Zusätzliche Offenbarungen. Revelationes extravagantes. Übertragen von Helmhart Kanus-Credé, Allendorf an der Eder 2003, ISBN 3-921755-75-1.
- Gebete zu unserem Herrn Jesus Christus in seinem Leiden: der heiligen Brigitta von Schweden in der Kirche Sankt Paulus zu Rom geoffenbart. Hauteville 1985

### Moderne textkritische Editionen
- C.-G. Undhagen (Hg.): Sancta Birgitta. Revelaciones. Lib. I. The Royal Academy of Letters, History, and Antiquities, Stockholm 1978.
- C.-G. Undhagen†, B. Bergh (Hg.): Sancta Birgitta. Revelaciones. Lib. II. The Royal Academy of Letters, History, and Antiquities, Stockholm 2001.
- A.-M. Jönsson (Hg.): Sancta Birgitta. Revelaciones. Lib. III. The Royal Academy of Letters, History, and Antiquities, Stockholm 1998.
- H. Aili (Hg.): Sancta Birgitta. Revelaciones. Lib. IV. The Royal Academy of Letters, History, and Antiquities, Stockholm 1992.
- B. Bergh (Hg.): Sancta Birgitta. Revelaciones. Lib. V. The Royal Academy of Letters, History, and Antiquities, Uppsala 1971.
- B. Bergh (Hg.): Sancta Birgitta. Revelaciones. Lib. VI. The Royal Academy of Letters, History, and Antiquities, Stockholm 1991.
- B. Bergh (Hg.): Sancta Birgitta. Revelaciones. Lib. VII. The Royal Academy of Letters, History, and Antiquities, Uppsala 1967.
- H. Aili (Hg.): Sancta Birgitta. Revelaciones. Lib. VIII. The Royal Academy of Letters, History, and Antiquities, Stockholm 2002.
- L. Hollman (Hg.): Sancta Birgitta. Revelaciones. Extravagantes. The Royal Academy of Letters, History, and Antiquities, Uppsala 1956.
- S. Eklund (Hg.): Sancta Birgitta. Opera minora. Vol. I. Regula Salvatoris. The Royal Academy of Letters, History, and Antiquities, Stockholm 1975.
- S. Eklund (Hg.): Sancta Birgitta. Opera minora. Vol. II. Sermo angelicus. The Royal Academy of Letters, History, and Antiquities, Uppsala 1972.
- S. Eklund (Hg.): Sancta Birgitta. Opera minora. Vol. III. Quattuor oraciones. The Royal Academy of Letters, History, and Antiquities, Stockholm 1991.

## Film
- Rainer Wälde: Europas Leuchtfeuer. Dokumentation. 60 Min. Deutschland/Schweden/Italien, 2012, ISBN 978-3-9278-2519-2.

## Literarische Rezeption
- Hildur Dixelius: Santa Catharinas Weihnachtsabend. Erschienen in: Frauen im Norden. Novellen. Gotthelf-Verlag, Bern/Leipzig 1932, S. 67–76.